# Schwimmbrücke Dahlhausen
Die Schwimmbrücke Dahlhausen (früher auch Eggemannsche Schwimmbrücke genannt) ist eine Fußgänger- und Straßenbrücke über die Ruhr an der Stadtgrenze zwischen Bochum und Hattingen. Ihre nordöstliche Hälfte liegt in der Bochumer Gemarkung Dahlhausen, ihre südwestliche Hälfte in der Hattinger Gemarkung Dumberg.
Die über die Brücke führende Straße verbindet Bochum über Hattinger Stadtgebiet mit dem Essener Stadtteil Burgaltendorf und, über einen Abzweig, mit den Hattinger Ortschaften Dumberg und Niederwenigern. Es handelt sich um eine Pontonbrücke.

## Geschichte
Eine erste Pontonbrücke an diesem Ort wurde im Frühjahr 1899 eröffnet. Zuvor hatte eine Fähre den Transport von Fuhrwerken und Personen übernommen. Die Witwe des Wirtes Eggemann aus Duisburg erhielt in Düsseldorf die Genehmigung für den Bau der Brücke. Auf der Dumberger bzw. Altendorfer Seite – der Essener Stadtteil Burgaltendorf war bis zur Eingemeindung 1970 die selbständige Gemeinde Altendorf (Ruhr) – befand sich ein Kassenhäuschen mit Schranke. Die staatlich genehmigte Gebühr (Brückenzoll) betrug 5 Pfennig, was ihr im Volksmund den Namen 5-Pfennigs-Brücke einbrachte.
Die Brücke wurde im Zweiten Weltkrieg am 18. Mai 1943 (Bombardierung der Möhnetalsperre) stark beschädigt und nur provisorisch wieder aufgebaut. 1959 ersetzte man sie endgültig durch das jetzige Bauwerk etwa 50 Meter weiter flussabwärts für 550.000 DM Baukosten (in heutiger Kaufkraft rund 1.557.000 €). Maßgeblich war die Firmen Krupp Maschinen- und Stahlbau Rheinhausen sowie Gockel & Niebur an der Errichtung beteiligt.

## Technik
Die 89,4 Meter lange und 146,8 Tonnen schwere Brücke ruht auf Pontons anstelle von Brückenpfeilern. Abhängig vom Wasserstand verändert sie ihre Höhenlage. Bei Hochwasser wird sie aus Sicherheitsgründen gesperrt. Über einen Anrufbeantworter 0234/9101990 kann die Befahrbarkeit der Brücke abgefragt werden. Eine feste Brücke ist an dieser Stelle kaum realisierbar, da hierfür die Ufer um einige Meter angehoben werden müssten. Des Weiteren verbessern die Pontons das Abfließen des Ruhrwassers in beide Richtungen.
Die Brücke ist so konstruiert, dass es die Möglichkeit gibt, einen Abschnitt der Brücke auszuschwenken, um die Ruhr für Schiffsverkehr passierbar zu machen. Der südliche Teil der Brücke kann mittels eines Elektromotors mit Schiffsschrauben (Seilwinde für Notfälle) flussaufwärts geschwenkt werden und ermöglicht es so Schiffen die rund 200 Meter entfernte Ruhrschleuse Dahlhausen anzulaufen.
Der Straßenverkehr über die einspurige Brücke wird durch eine Ampel geregelt. Probleme an den Lagern und Bolzen der Brücke aufgrund einer Überbelastung der Brücke durch LKWs mit bis zu 44 to (Die Brücke wurde beim Bau für 12 to Fahrzeuge ausgelegt) machten es ab Oktober 2005 erforderlich, für die täglich etwa 3.500 PKW eine Geschwindigkeitsbeschränkung von 10 km/h einzuführen.
Nach einer Schließung Ende Sommer 2011 wegen dringend notwendiger Sanierungsarbeiten wurde die Brücke am 18. November 2011 wieder eröffnet. Hierbei wurde die Durchfahrtsbreite durch bauliche Maßnahmen (Betonsockel, Baken) verengt. Wegen einiger Unfälle wurde die Brücke einen Tag später erneut gesperrt.

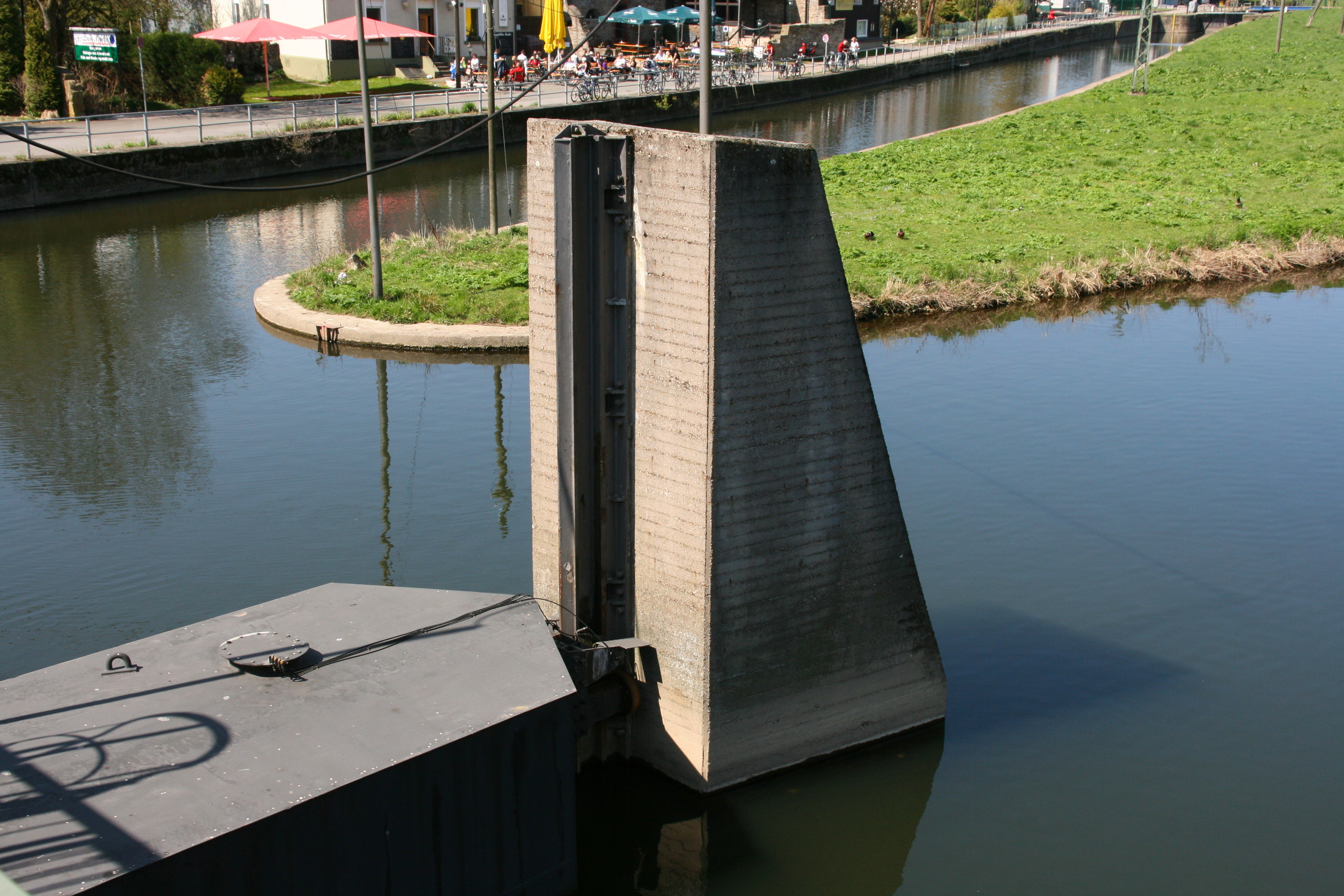
Ponton in der Führung
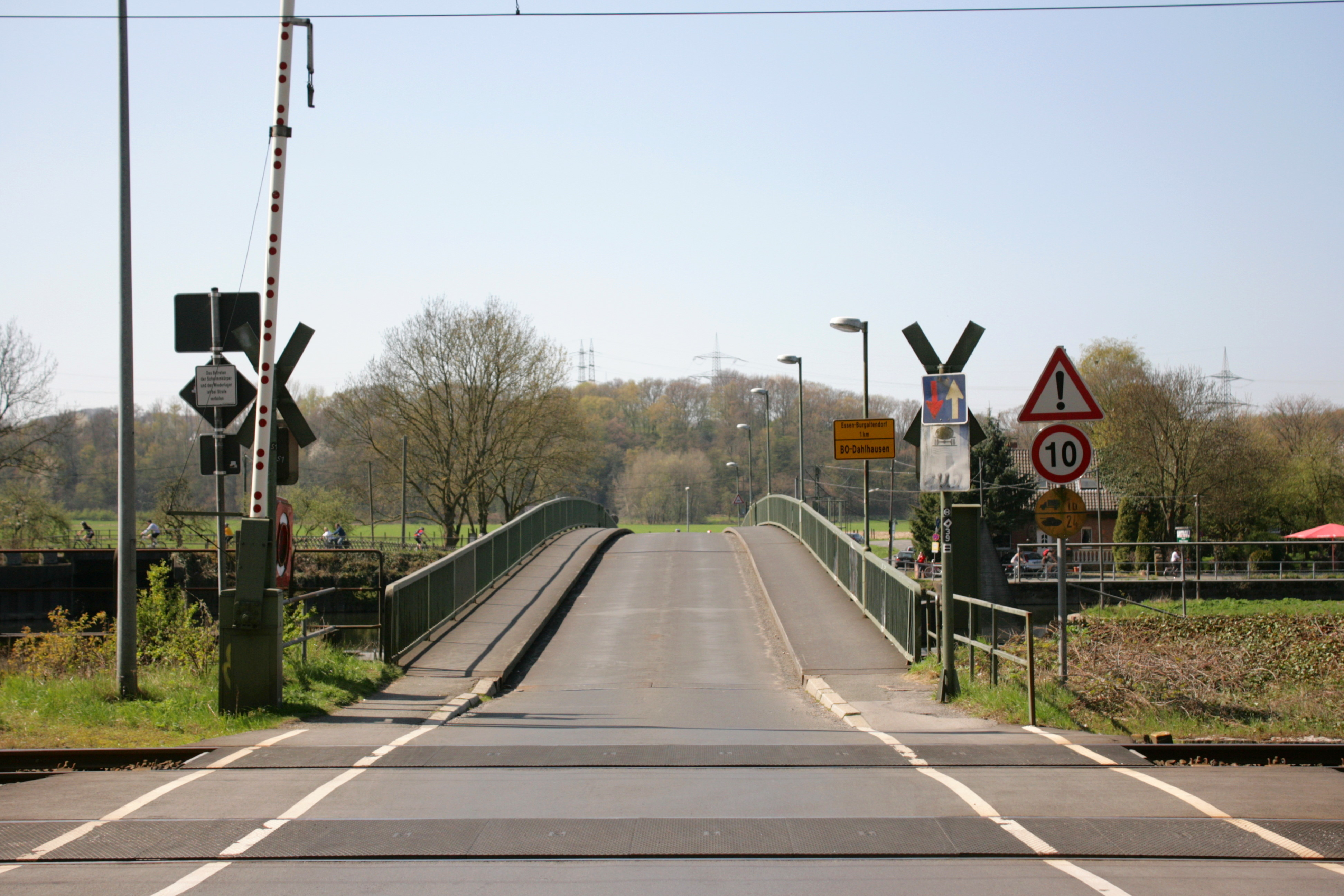
Auffahrt auf die Brücke
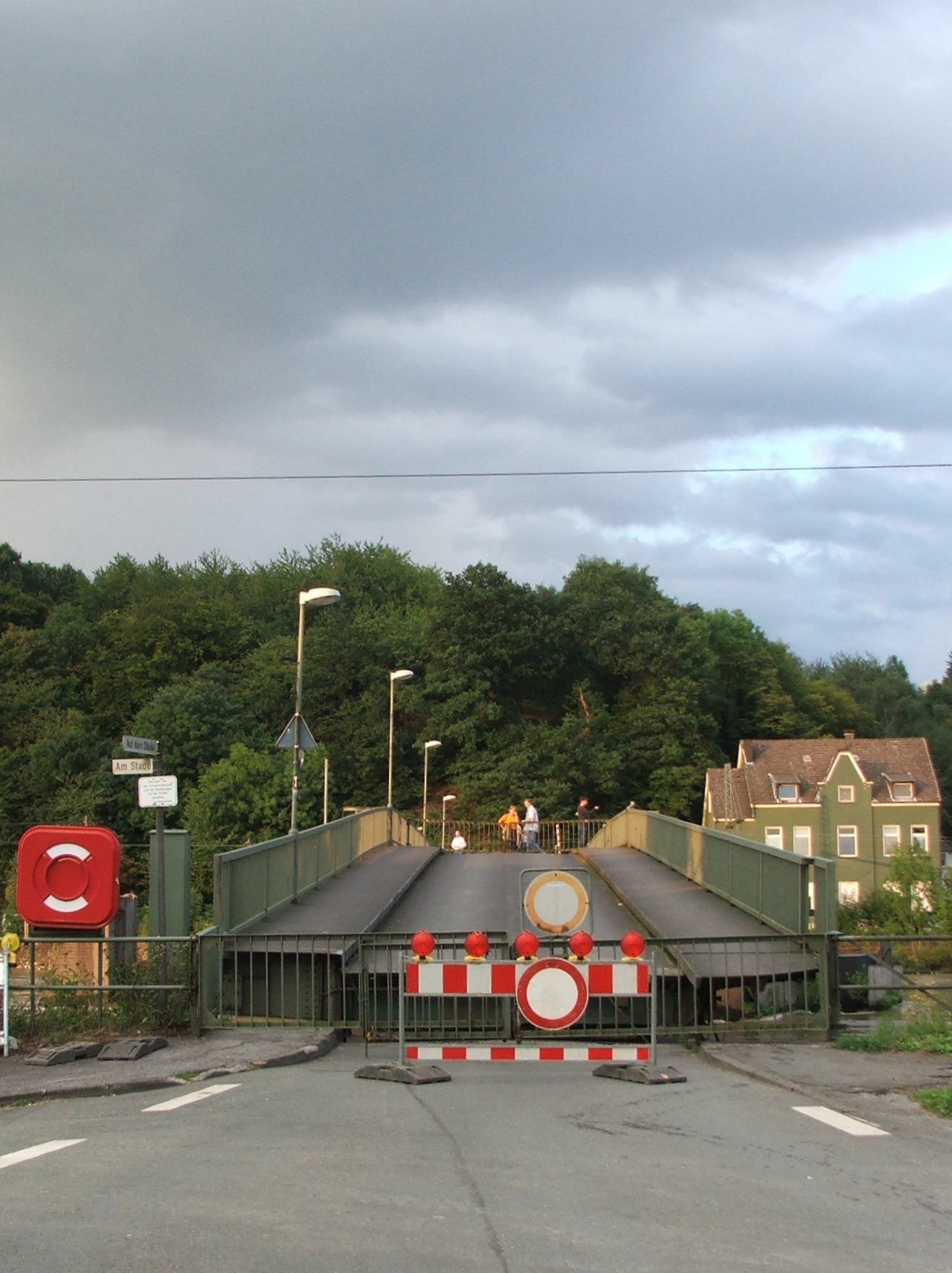
Bei Hochwasser

2013 nahm der Regionalverband Ruhr Schwimmbrücke und Schleuse in die Route der Industriekultur auf. Seit Juli 2014 steht die Brücke unter Denkmalschutz.
Ab dem 16. Februar 2018 war die Brücke nach einem gescheiterten Fahrversuch wieder für den kompletten motorisierten Verkehr gesperrt, da sich viele Autofahrer nicht an die Verkehrsregeln hielten. Seit 2019 ist die Brücke abermals befahrbar, nachdem weitere bauliche Veränderungen vorgenommen wurden. So werden Fahrzeuge, die trotz roter Ampel in die Anlage einfahren, per Blitzer erfasst. So sollen etwa Rückstaus über den Bahnübergang auf der Bochumer Uferseite verhindert werden.